# Tarsicopia
Tarsicopia is een geslacht van vlinders van de familie uilen (Noctuidae), uit de onderfamilie Cuculliinae.

## Soorten
- T. borsaniana Köhler, 1959
- T. lynchiana Köhler, 1959
- T. robusta Köhler, 1952